# 登別山岳会
登別山岳会（のぼりべつさんがくかい）とは、北海道登別市に本部を持つ市民山岳会である。会員は約60名である。

## 沿革
- 1970年3月 - 設立。
- 1983年 - カムイヌプリ6合目において山小屋カムイヒュッテを着工。
- 1990年 - カムイヒュッテ落成。
- 2009年 - カルルス山への登山道を開設し、山頂に標柱を設置。

## 特色
- 夏尾根の縦走から、沢登り、岩登り、冬は山スキー、冬尾根縦走と年間を通してオールラウンドに活動している。
- 室蘭山岳連盟、北海道山岳連盟に加入している。
- 年に2回、カムイヌプリや来馬岳の草刈を実施している。
- カムイヌプリ6合目のカムイヒュッテは登別山岳会の管理であり、カムイヌプリを道場と規定している。
- 月1回の会山行や会行事の日に会員個人での登山を会長の許可制にするなど厳しい規律を保つ山岳会である。
- 毎週のように個人山行を開催している。会山行とは違い、個人山行の日に会員個人で登山することは制限されない。
- 土曜日、日曜日の他、木曜日にも山行を行なっている。
- 月1回会報誌「あし」を発行している。月1回第一木曜日に行なわれる例会時に配布される。

## 年間行事
- 5月上旬　カムイヌプリ山開き
- 5月下旬　新人歓迎登山
- 6月上旬　カムイヌプリと来馬岳の草刈(第1回)
- 7月中旬　夏山合宿
- 9月上旬　カムイヌプリと来馬岳の草刈(第2回)
- 11月中旬　夏山納会、カムイヌプリの入冬準備
- 2月中旬　冬山合宿

## 市民登山会
- 年に数回、一般市民を対象とした市民登山会を開催している。
- 開催実績
  - 夏山
    - 富良野岳
    - ニセイカウシュッペ山
    - 目国内岳
    - 岩内岳
    - 伏美岳

  - 冬山 
    - ワイスホルン